# Ban Righ
Die Ban Righ war ein britisches Handelsschiff, das 1901 von einem venezolanischen Revolutionskomitee in London angekauft wurde, um die Regierung von Cipriano Castro zu stürzen.

## Geschichte
Das Schiff wurde 1870 als Baunummer 112 auf der Fairfield-Werft von John Elder & Co. in Govan gebaut. Auftraggeber waren der Kapitän James Sim aus Aberdeen sowie weitere Eigner. Das Schiff wurde im März 1870 fertiggestellt und am 9. Mai des Jahres für die Aberdeen Steam Navigation Company im Schiffsregister des Heimathafens Aberdeen eingetragen. Der Name „Ban Righ“ ist schottisch (sprich: Benn Rih) und bedeutet „Der weibliche König“, also Königin.

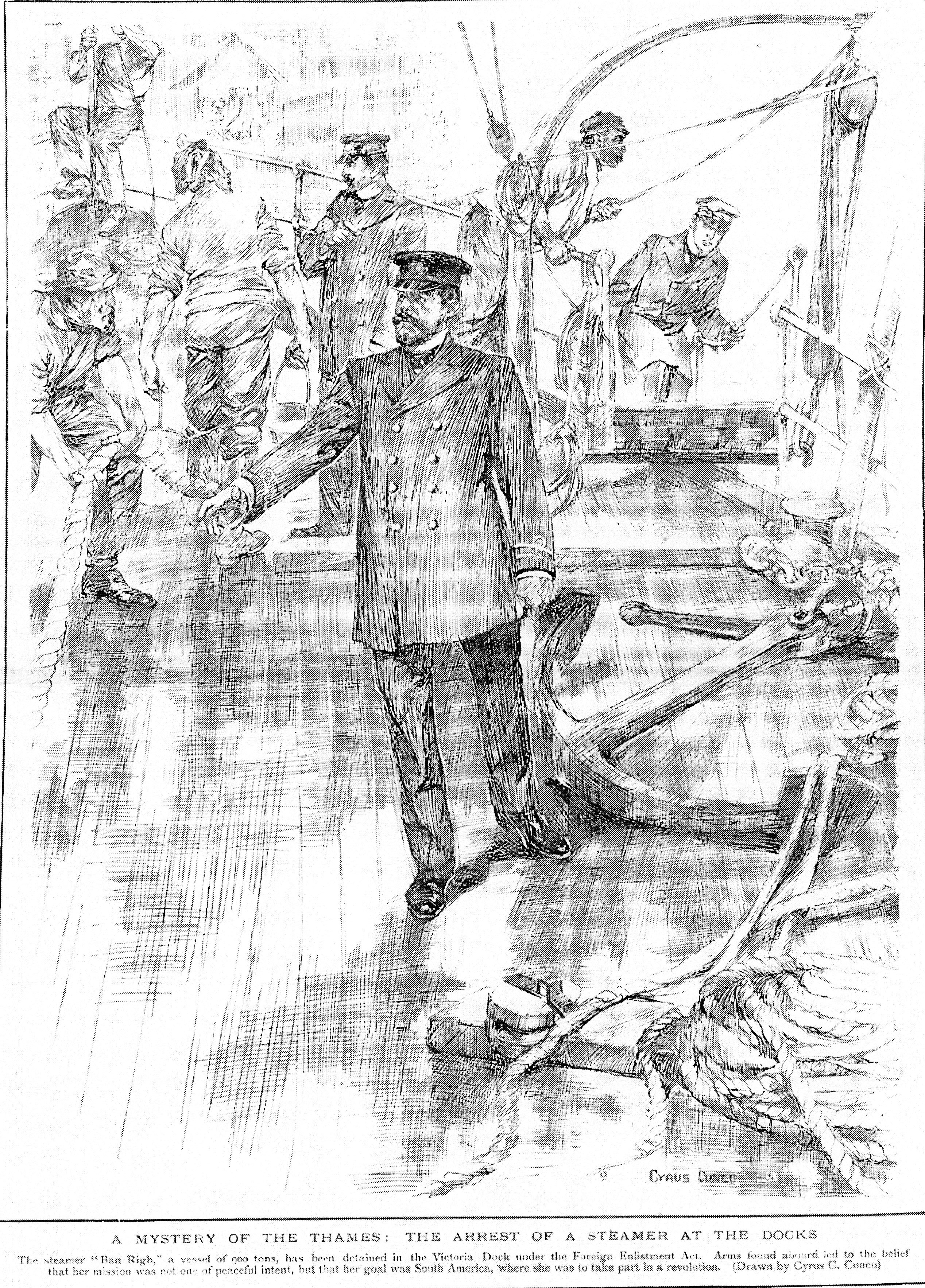
Der britische Dampfer Ban Righ wird 1901 von den Behörden in London nach Waffen durchsucht. Zeitgenössische Darstellung

Im Oktober 1901 wurde die Ban Righ zum Abbruch verkauft aber von Rodolfo de Paula im Auftrag des venezolanischen Bankiers Manuel Matos angekauft um es in ein Kanonenboot umzubauen und Waffen nach Venezuela zu bringen. Am 9. November 1901 wurde das Schiff während der Ausrüstung in London vorübergehend festgesetzt aber wieder freigegeben, nachdem der Kolumbianische Konsul es als Staatsschiff seiner Regierung erklärte. In Antwerpen wurde der Dampfer mit Waffen beladen und daraufhin von der venezolanischen Regierung Castro zum Piratenschiff erklärt. Im Dezember 1901 wurde das Schiff in Marigot, St Martin mit vier Geschützen ausgerüstet und danach auf Martinique eine Revolutionstruppe an Bord genommen. Die Stammbesatzung einschließlich des Kommandanten, Willis, bestand aus Söldnern, u. a. einem französischen Artillerie-Hauptmann, der die Aufstellung der Geschütze an Bord beaufsichtigte und quasi als Artillerieoffizier der Ban Righ diente.
Das Schiff wurde in Libertador („Der Befreier“) umbenannt und erreichte im Januar 1902 Trinidad, von wo es bis März 1902 an der venezolanischen Küste operierte und dabei unter anderem von dem Kanonenboot der Regierung Restaurador unter dem Kommando von Román Delgado Chalbaud gejagt wurde. Am 7. Februar 1902 schoss die Libertador vor La Vela de Coro das Regierungskanonenboot General Crespo unter der Führung von General Pedro Rivero Sotero zum Wrack. Aufgrund defekter Kessel musste der Rebellendampfer im März 1903 Barranquilla, Kolumbien, anlaufen und außer Dienst gestellt werden. Möglicherweise waren die Kessel aufgrund einer Bestechung durch den venezolanischen Konsul in Cartagena durch Sabotage unbrauchbar gemacht worden.
Offenbar wurde der Dampfer 1907 durch die kolumbianische Regierung für ihre Marine angekauft, nachdem er jahrelang im Hafen vor sich hin gerottet hatte, wie ein deutscher Marinebericht konstatiert.
Die Ban Righ ist eines der wenigen Beispiele der neueren Marinegeschichte, in der ein im Ausland angekauftes Handelsschiff in ein Kriegsschiff umgewandelt wurde, um in einer Revolution die eigene Regierung zu stürzen. Gut 27 Jahre später sollte es mit dem deutschen Dampfer Falke in Venezuela eine Parallele geben – nur dass diesmal Román Delgado Chalbaud versuchte, die venezolanische Regierung unter Juan Vicente Gómez zu stürzen – der gleiche Gómez, mit dem er versucht hatte, die Ban Righ auszuschalten.